# Zbór Kościoła Adwentystów Dnia Siódmego w Łańcucie
Zbór Kościoła Adwentystów Dnia Siódmego w Łańcucie – zbór adwentystyczny w Łańcucie, należący do okręgu wschodniego diecezji południowej Kościoła Adwentystów Dnia Siódmego w RP.
Pastorem zboru jest kazn. Wasyl Bostan. Nabożeństwa odbywają się w kościele przy ul. Konopnickiej 7 każdej soboty o godz. 9.30.